# The Lemon of Pink
Albums de The Books
Thought for Food
(2002) Lost and Safe
(2005)
The Lemon of Pink est le deuxième album du groupe The Books, sorti en 2003.
L'accueil critique a été généralement très positif, avec notamment la note de 8,4/10 décerné par le site Pitchfork.

## Liste des titres
1. The Lemon of Pink – 4:40
2. The Lemon of Pink, Pt. 2 – 1:34
3. Tokyo – 3:43
4. Bonanza – 0:52
5. S Is for Evrysing – 3:32
6. Explanation Mark – 0:19
7. There Is No There – 3:36
8. Take Time – 3:36
9. Don't Even Sing About It – 4:09
10. The Future, Wouldn't That Be Nice? – 3:15
11. A True Story of a Story of True Love – 4:25
12. That Right Ain't Shit – 2:44
13. PS – 0:55